# Briard
Der Briard (französisch auch berger de Brie) ist eine von der FCI anerkannte französische Hunderasse (FCI-Gruppe 1, Sektion 1, Standard Nr. 113).

## Herkunft und Geschichtliches
Er stammt von den Hof- und Bauernhunden des französischen Flachlandes ab und entstand vermutlich aus einer Kreuzung von Barbet und Picard. Der Name chien de berger de Brie taucht erstmals in der französischen Literatur auf, namentlich in der 1758 erschienenen Histoire naturelle von G.-L. de Buffon. Eine populäre Herleitung bezieht sich außerdem auf die Legende Der Hund des Aubry. Ursprünglich hatten Briards die Aufgabe, Schafherden zu bewachen und zu schützen. Seit 1896 ist der Briard eine eigenständige Rasse. Lange war er auch unter der Bezeichnung chien de berger français de plaine („französischer Flachlandschäferhund“) bekannt.

## Beschreibung
Es gibt den Briard in schwarz (noir), fauve (wildfarben) mit leichter bis mittlerer Charbonnierung (schwarze Haarspitzen an den Ohren, schwarze Haarspitzen) oder grau (grise). Das Haar der Hunde ist lang, Mindestlänge 7 cm, Qualität ähnlich dem Ziegenhaar, ohne oder mit leichter Unterwolle. Er ist mit bis zu 68 cm mittelgroß bis groß. Als besonderes Kennzeichen hat der Briard an den Hinterläufen doppelte Afterkrallen, die so nah wie möglich am Boden angesetzt sind.
Der Kopf mit deutlichem Stop ist kräftig und lang mit Kinnbart, Schnauzbart. Die hängenden Ohren sind hoch angesetzt, nicht eng anliegend, flach und mit langem Haar bedeckt. Der Körper ist etwas länger als hoch (Widerristhöhe), muskulöse Gliedmaßen, die etwa „J“-förmige Rute wird im Stand niedrig getragen, im Laufen kann sie mit dem Rücken eine Linie bilden.

## Wesen

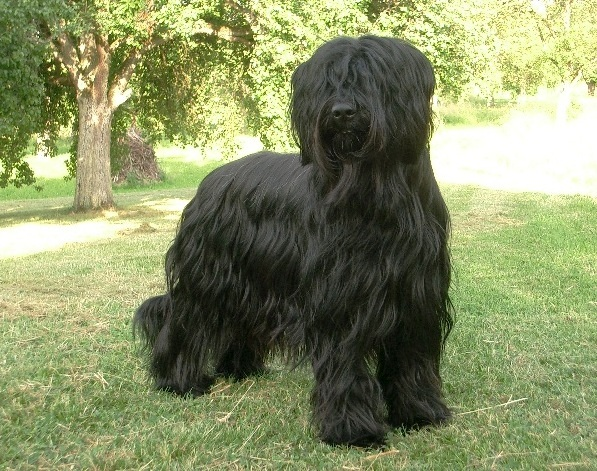
Hündin noir

Der Briard ist temperamentvoll, sehr intelligent und wachsam. Als Hüte- sowie als Herdenschutzhund sind Schutz- und Hüteverhalten ausgeprägt angelegt. Seine Erziehung erfordert liebevolle Zuwendung  und Konsequenz. Da er von Haus aus ein Arbeits- und Gebrauchshund ist, muss mit dem Briard entsprechend regelmäßig gearbeitet werden. Als reiner Begleithund ist er nicht geeignet. Er ist anspruchsvoll, da er sowohl geistig als auch körperlich gefordert und gefördert werden will. Eignung zeigt er u. a. für die Ausbildung zum Therapiehund, für Mantrailing, Fährtenarbeit, Agility, Hütearbeit, Radfahren. Jede Art sportlicher Betätigung ist dem Briard recht. Er ist kein Anfängerhund.

## Verwendung
Ursprünglich war der Briard ein Schäferhund, der die Schafherden führte, bewachte und diese auch gegen Wölfe verteidigen konnte. Im Ersten und Zweiten Weltkrieg wurde er bei den Armeen als Melde-, Patrouillen- und Sanitätshund eingesetzt. Häufig wird er auch als Wachhund verwendet.
Heute wird der Briard oft als Hund für sportliche Wettkämpfe eingesetzt. Da es sich um eine alte Arbeitshunderasse handelt, ist es wichtig, ihm eine Aufgabe zu geben. Briards findet man im Agility, im Breitensport und im Schutzhundesport. Auch als Rettungs- und Therapiehunde finden sie Möglichkeiten, ihren Arbeitseifer unter Beweis zu stellen.